# کار در هند

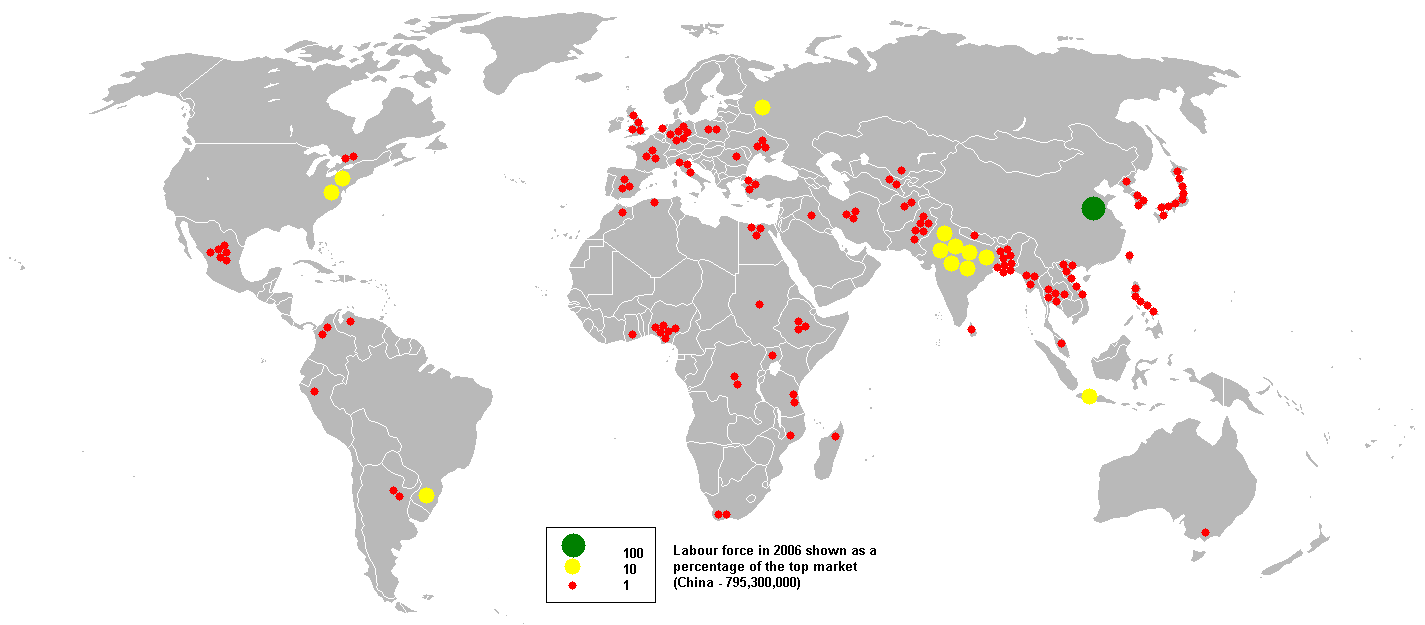
نقشه کار برای جهان. در سال ۲۰۱۱، هند حدود ۴۸۷ میلیون کارگر در مقایسه با ۳۵۵ میلیون چین و ۱۵۴ میلیون ایالات متحده داشت

کار در هند (انگلیسی: Labour in India) در باره وضعیت استخدامی کار کنان در اقتصاد هند بحث می‌کند.

## آمار و تقسیم‌بندی کار
در سال ۲۰۱۲ هند دارای رده دوم در تعداد کارگر، ۴۸۷ میلیون نفر بعد از چین را در جهان داشت.. از این تعداد ۹۴٪ آنها در مشاغل غیررسمی کار می‌کنند، نظیر مؤسسات غیر سازماندهی شده، از فروشندگان دوره‌گرد گرفته تا کارگاه‌های خصوصی که در آن کارگران به صیقل زدن الماس و جواهرآلات می‌پردازند. بخش سازماندهی شده شامل کارمندان دولت ویا کارکنانی که در سازمانهای اقتصادی وابسته به دولت یا بخش خصوصی کار می‌کنند، می‌باشد. تعداد این کارکنان بالغ بر ۲۷٫۵ میلیون نفر است که ۱۷٫۳ میلیون نفر آنها در بخشهای مختلف دولت ویا شرکتهای وابسته به دولت کار می‌کنند. «دفتر تحقیق نمونه ملی هند» در شصت و هفتمین گزارش خود در سال ۲۰۱۰ اعلام کرده‌است که در هند ۵۸ میلیون شرکت غیر زراعی غیر متشکل وجود دارد. در سال ۲۰۰۸ بزرگترین مؤسسات سازمان‌یافته بخش خصوصی که بیش از ۱۰ نفر کارمند در هر مؤسسه داشتند عبارت بودند از: تولیدکنندگان ۵ میلیون، شرکتهای خدماتی ۲٫۲ میلیون که شامل مدارس خصوصی و بیمارستانها و درمانگاه‌های غیردولتی است، مؤسسات مالی ۱٫۱ میلیون، که شامل بانکها، صرافیها، شرکتهای بیمه و بنگاه‌های معاملات ملکی می‌باشد، شرکتهای زراعی ۱ میلیون. طبق آمار سال ۲۰۰۸ تعداد کارمندان همه قسمتهای دولت هند از تعداد کارکنان کلیه شرکتها و مؤسسات خصوصی بیشتر بود. اگر کارمندان شرکتهای دولتی و شهرداریها را هم بحساب آوریم نسبت تعداد کارمندان دولتی به بخش خصوصی ۱٫۸:۱ می‌شود. نسبت کارمندان مرد به زن در بخشهای مختلف دولت ۵:۱ است، و در بخش خصوصی این نسبت ۳:۱ می‌باشد. در مجموع شرکتهایی که بیش از ۱۰ کارمند دارند و مؤسسات خصوصی و دولتی کلاً آمار کارکنان زن ۵٫۵ میلیون نفر است در مقابل ۲۲ میلیون مرد.

## بخش‌های مختلف کار در هند

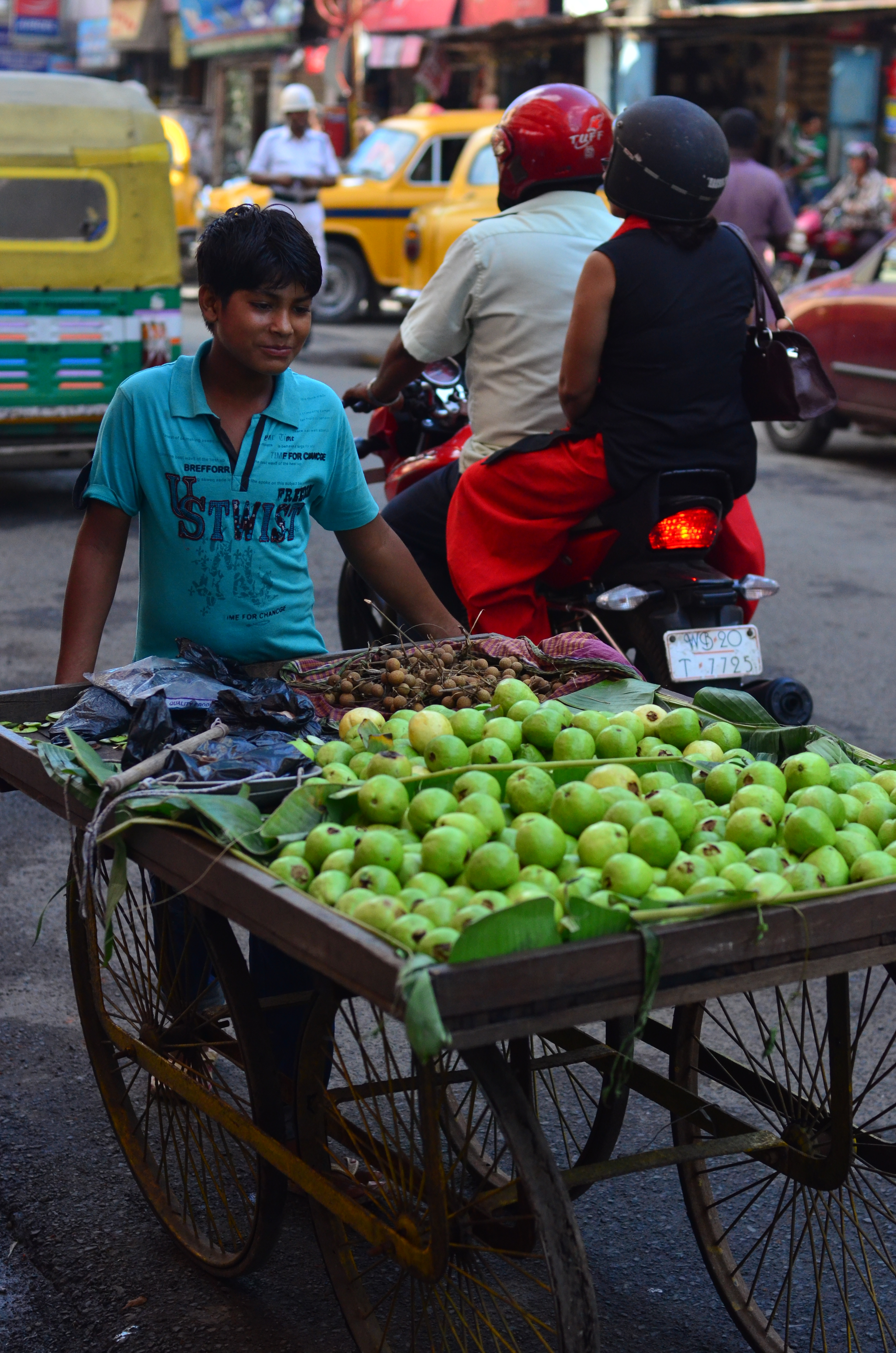
یک کارگر به تنهایی کار در بخش خرده فروشی سازمان غیرانتفاعی هند دستفروشی می‌کند

عمده کار اقتصادی در هند توسط بخش غیر سازماندهی شده (غیررسمی) انجام می‌شود. بالای ۹۴٪ کارکنان درهند در بخش غیر سازماندهی شده کار می‌کنند از قبیل دکانهایی که توسط یک خانواده اداره می‌شود ویا فروشندگان دوره‌گرد خیابانی. عبارت بخش سازماندهی شده یا بخش رسمی در هند به شرکتها و مؤسساتی گفته می‌شود که دارای مجوز رسمی از جانب دولت بوده و مالیات GST می‌پردازند. در این بخش کارخانجات، شرکتهای بزرک تجارتی، مراکز بزرگ خرید، هتلها و تجارتخانه‌های بزرگ، قرار دارند. بخش غیر سازماندهی شده به کلیه فعالیتهای اقتصادی که فاقد جواز کار از جانب دولت هستند گفته می‌شود، نظیر انبارداری خصوصی، متخصصین، سوداگران روستائی، کشاورزان و غیره. گزارش سال ۲۰۰۸ وزارت کار هند می‌گوید کارکنان در بخش غیر سازماندهی شده شامل ۴ گروه می‌باشند. این تقسیم‌بندی کارکنان غیررسمی بر حسب نوع شغل، نوع استخدام، مخصوصاً در بخشهای مختلط و خدمات می‌باشد. گروه شغلی بخش غیررسمی شامل: کشاورزان زمیندار یا بی‌زمین، ماهیگیران، آنهایی که در امر حیوانات روستائی اشتغال دارند، کارکنان بخش ساختمانی، دباغان، بافندگان، اهل حرف، کارکنان کوره‌پزخانه‌ها، کارکنان چوب بریها و روغن کشیها می‌باشد. منظور از گروه استخدامی شامل کارکنانی است که عمدتاً بطور موقت استخدام می‌شوند، از قبیل کارگران قراردادی یا کارگران مهاجر. یک گروه دیگر کارگران شامل کارکنان شغلهای سطح پائین مثل نظافتچی‌ها، گاری‌چیها و حمالان می‌باشد. کارگران شاغل در رشته‌هایی نظیر روزنامه فروشی، کلفتها، نوکرها، دستفروشها و دوره‌گردها را نیز شامل می‌شود. ۵۲٪ کارکنان هند در کارهای کشاورزی، لبنیات، باغبانی و شغلهای وابسته به این نوع کارها مشغول هستند. حدود ۳۰ میلیون کارگر مهاجر در هند وجود دارد که اکثراً در کارهای موقت کشاورزی مشغول هستند و کار ثابت برای آنها متصور نیست. «دفتر تحقیق نمونه ملی هند» در شصت و هفتمین گزارش خود دریافت که در سال ۲۰۱۰ حدود ۱۰٪ کل کارکنان کشور در امر تولید غیرسازمانیافته، تجارت غیرسازمانیافته، خدمات خرده فروشی و غیرسازمانیافته کار می‌کنند.

## بازدهی کار

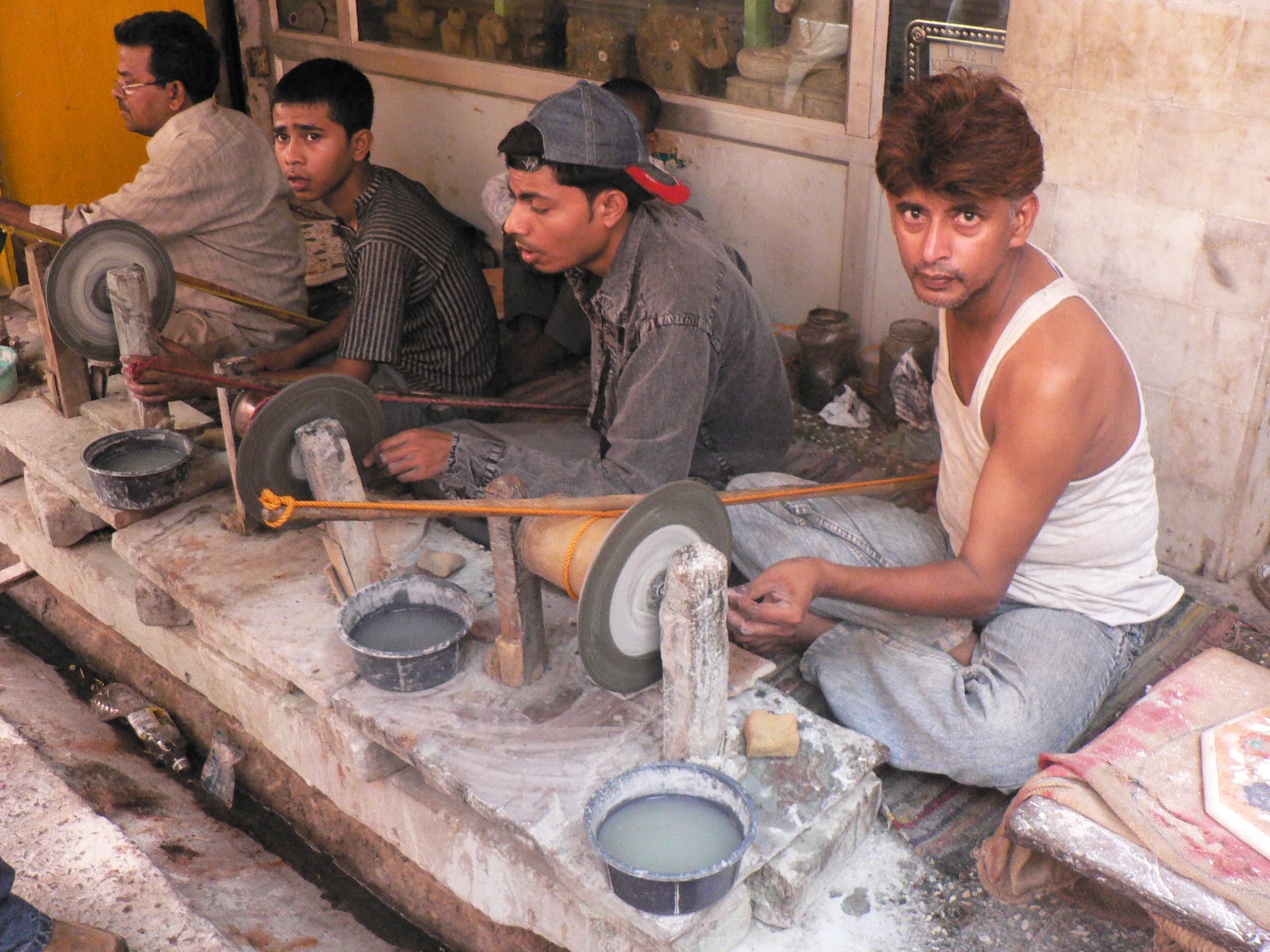
کار در یک سازمان صنایع دستی سازماندهی نشده

کارکنان بخش غیررسمی دارای بهره‌وری کمی هستند و دستمزد کمی هم نصیبشان می‌شود. گرچه ۹۴٪ کل کارکنان کشور را این بخش تشکیل می‌دهند، اما فقط ۵۷٪ تولید داخلی سال ۲۰۰۶ توسط این بخش انجام شده‌است، یا بعبارتی ۹ برابر کمتر از بخش رسمی و دولتی. هرگاه بازدهی بخش روستائی غیررسمی را با بخش شهری غیررسمی مقایسه می‌کنیم، فاصله بازدهی (راندمان) بشدت بدتر می‌شود، ۲ تا ۴ برابر برحسب نوع اشتغال. کم درآمدترین کسبها در مناطق روستائی یافت می‌شود. میزان فقر در خانواده‌هایی که همه افراد آن درگیر شغلهای غیررسمی هستند بنحو چشمگیری بیشتر است.

## رشد اقتصادی
با در نظر گرفتن رشد جمعیت و کناره‌گیری پیران از کار در مجموع سالانه ۱۳ میلیون نفر وارد بازار کار هند می‌شوند، و در مقابل اقتصاد این کشور قادر به ایجاد ۸ میلیون شغل در سال، عمدتاً در بخش غیررسمی، آنهم با دستمزدهای پائین، می‌باشد؛ و ۵ میلیون نفر دیگر وارد کارهای نیمه وقت، یا فصلی و کارهای ساختمانی یا در اکثر موارد به جمع بیکاران می‌پیوندند.

## روابط کارکنان
در سال ۲۰۰۰ در حدود ۷٪ کل ۴۰۰ میلیون نیروی کار هند در بخش رسمی (شامل دولتی و شرکتها) شاغل بودند، که ۶۰٪ مالیات GDP کل کشور را می‌پرداختند. در هند بعد از استقلال تعداد اتحادیه‌های کارگری بسرعت رو به افزایش نهاد. در سال ۱۹۹۷ در حدود ۵۹۰۰۰ اتحادیه کارگری به ثبت داده شدند. از این تعداد فقط ۹۹۰۰ اتحادیه با ۷٫۴ میلیون نفر عضو صورت دخل و خرج خود را به دولت گزارش می‌دادند. در سال ۱۹۹۵ هند دارای ۱۰ فدراسیون از اتحادیه‌های کارگری بود. هر فدراسیون دارای تعداد زیادی اتحادیه محلی بود. در عین حال در سال ۲۰۱۰ بیش از ۹۸٪ کارگران هند به هیچ اتحادیه‌ای وابسته نبودند و از هیچ پوشش قرارداد کاری دسته‌جمعی برخوردار نبودند.

## قوانین کار

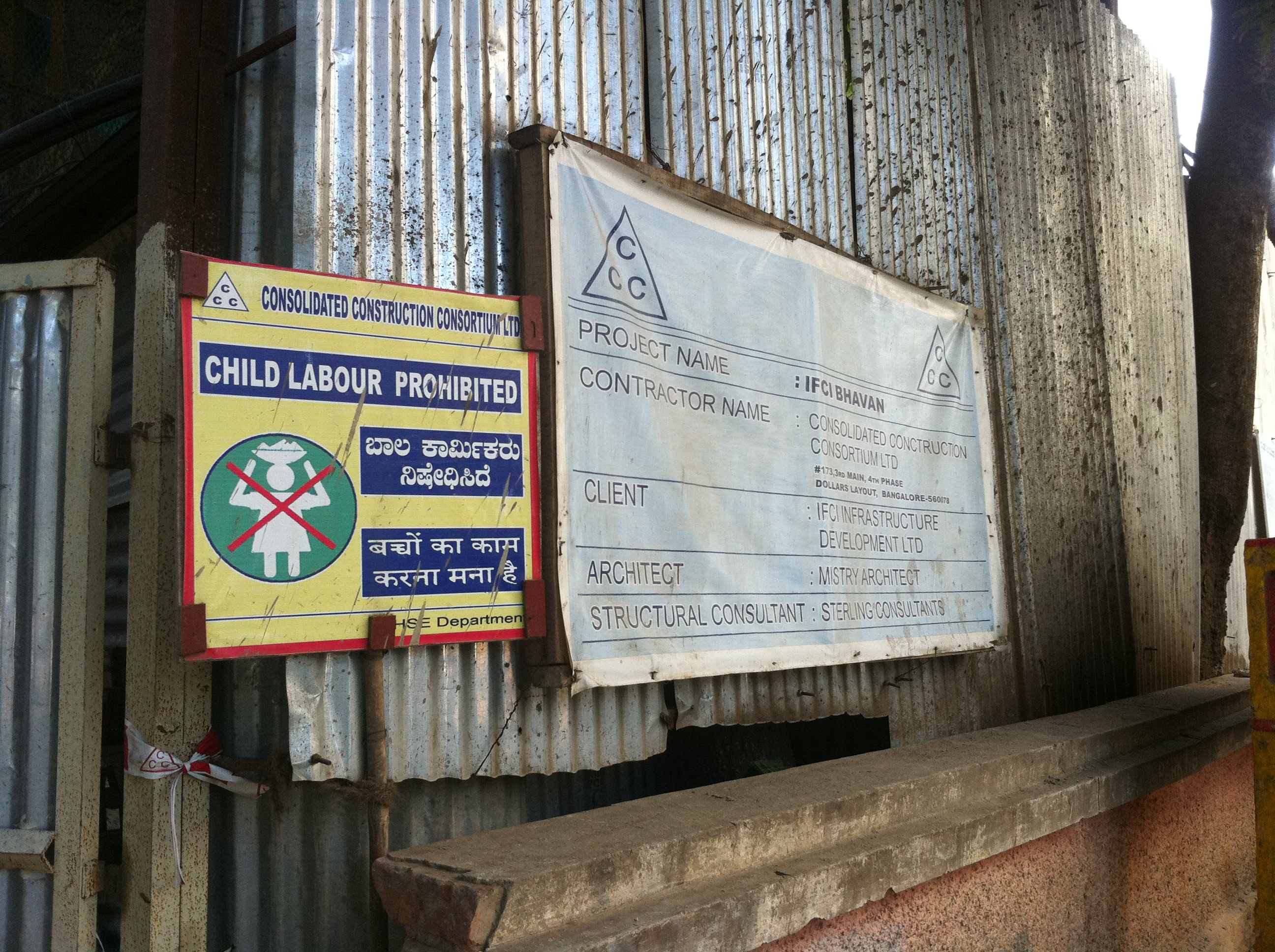
تابلو اعلانات قانون کار در هند

قوانین کار هند توسط رهبران جنبش استقلال طلبانه هند در سالهای قبل از ۱۹۴۷ نظیر نهرو پایه‌ریزی و توضیح داده شد. این قوانین پس از بحثهای مجلس مؤسسان و قسمتی هم بعد از توافقات با سازمان بین‌المللی کار ILO و پذیرش استانداردهای بین‌المللی تکمیل شد؛ بنابراین قانون کار موجود هند مجموعه‌ای از میراث تاریخ استعماری هند، تجربیات سوسیالیزم، معیارهای حقوق بشری و پیمانها و استانداردهای پذیرفته شده ملل متحد می‌باشد. در قانون کار هند مواردی نظیر ممنوعیت تبعیض و کار کودکان با رویکرد حقوق بشری وجود دارد. ضوابط تأمین اجتماعی، میزان حداقل دستمزد، حق سازماندهی و تشکیل اتحادیه در قانون کار آمده‌است. در قانون کار بیش از ۵۰ مصوبه و قوانین متعدد رابطه کارفرما و کارگر و نیز رابطه کارفرما و اتحادیه کارگری را مشخص کرده‌است. بسیاری از این قوانین از زمان حکومت استعماری بجا مانده و برخی هم پس از استقلال از انگلستان تصویب شده‌اند. قانون کار هند در مقایسه با بسیاری از کشورها خیلی خوب تنظیم و منسجم می‌باشد.

## انتقادات اقتصاددانان
محققان معتقدند که قوانین سفت و سخت کار و مقررات حمایت از کارگران علت کندی رشد استخدام کارکنان با دستمزد بالا در بخشهای رسمی کار است. از آنجا که این مقررات بیشتر روی بخش رسمی و سازماندهی شده کار سایه می‌اندازد، آنها را به استخدام کارکنان بشیوه غیررسمی سوق می‌دهد تا قوانین پیچیده کار را دور بزنند.